# Kosta Lukács
Kosta Lukács (* 1943 in Budapest als Konstantin Snétberger; † 1993 in München) war ein ungarischer Jazzmusiker (Gitarre, Komposition).

## Leben und Wirken
Lukács, der mit Elek Bacsik und Ferenc Snétberger verwandt war, wuchs in einer Musiker- und Künstlerfamilie der Roma auf; sein Vater war Harfenist. Von Polen aus, wo sie 1956 während des ungarischen Aufstands zu Gast waren, migrierte die Familie nach Wien. Dort war er schon in jungen Jahren als Jazzmusiker tätig. So spielte er mit Fatty George und Oscar Peterson. Auch trat er in der Nachtmusiksendung des österreichischen Fernsehens auf. Da in Österreich keine minderjährigen Künstler in Nachtshows auftreten durften, wurde seine Geburtsurkunde gefälscht. Gemeinsam mit Fritz Mutschler und Joe Nay gründete er seine Kosta Lukacs Group, die durch öffentliche Auftritte bekannt wurde.
Lukács zog nach München, wo er sich 1966 ein erstes Album mit den Hammond Beat Boys um Joe Kienemann teilte, das vor allem Produktionsmusik für Rundfunk- und Fernsehproduktionen enthielt. 1969 erschien unter seinem Namen das Fusion-Album Mr. Guitar bei dem MPS-Sublabel Center. Auch arbeitete er mit Chet Baker. Er ist weiterhin auf Aufnahmen von Fatty George, den Sunbirds um Klaus Weiss und dem Peter Wolf Objective Truth Orchestra zu hören. Stilistisch beeinflusste er Helmut Kagerer und Sandro Roy. Seine Kompositionen wurden auch von Viviane de Farias und Lancy Falta interpretiert.